# Storsylen
Storsylen er med sine 1762 meter over havets overflade den højeste bjergtop i Sylmassivet. Den ligger i Sylan i Tydal, Norge, lige ved grænsen til Sverige. På grund af sin beliggenhed på grænsen til Sverige, er Storsylen også Jämtland højeste punkt, dog kun med 1743 m.o.h., da selve bjergtoppen ligger i Norge.

## Ekstern henvising
- Svenska turistföreningen – Sylarnas Fjällstation

- Wikimedia Commons har flere filer relateret til Storsylen

63°01′12″N 12°11′55″Ø / 63.02°N 12.1986°Ø